# Pincio

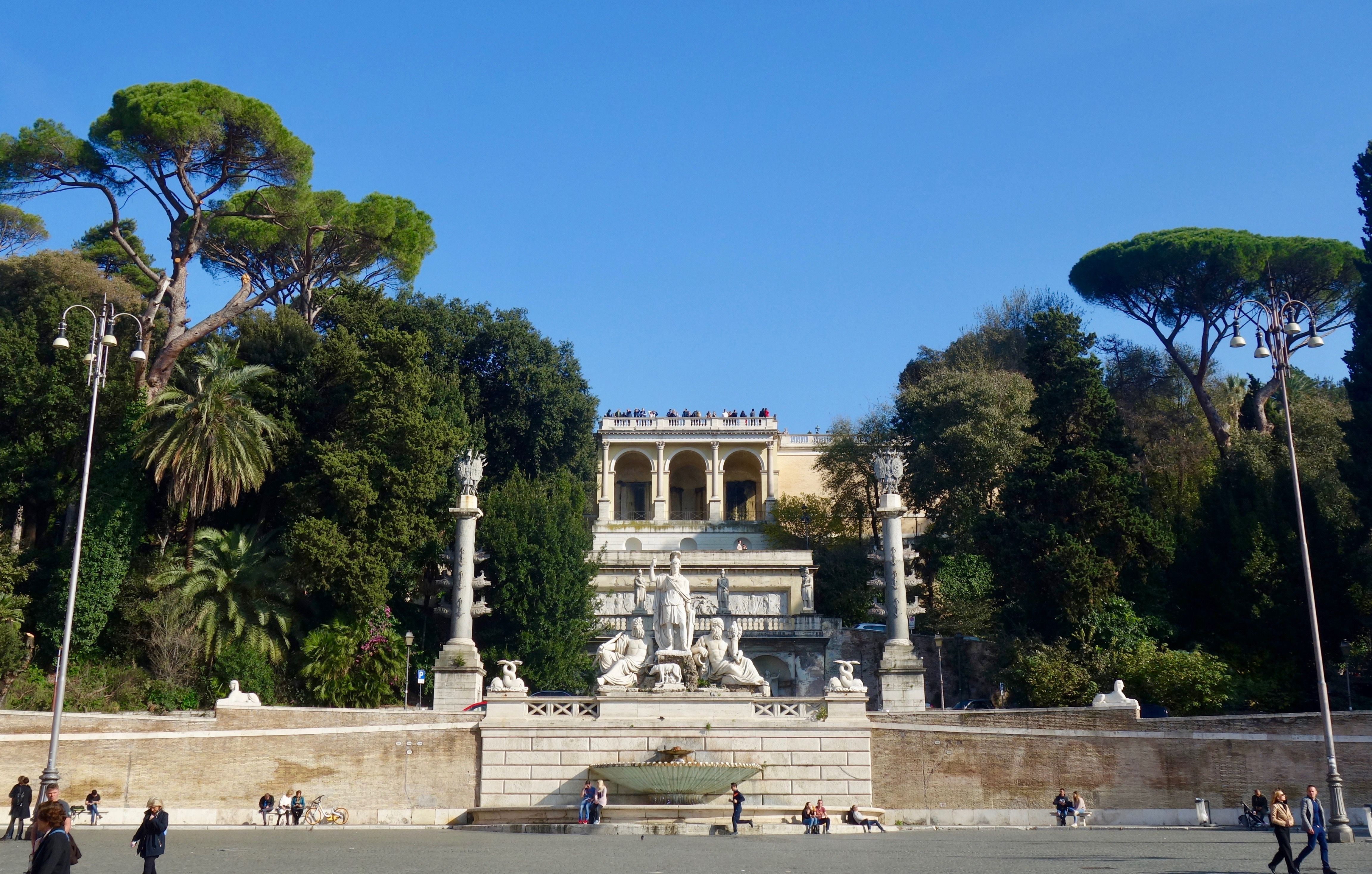
La salita da piazza del Popolo al Pincio

Il Pincio (dal latino mons Pincius) è un colle di Roma, alto 61 m s.l.m., che si trova a nord del Quirinale, affacciato ad ovest sul Campo Marzio e cinto dalle Mura aureliane a nord e ad est. Pur essendo compreso entro le Mura Aureliane,  non compare nell'elenco tradizionale dei sette colli di Roma.
Sulla sua sommità sorge il più antico giardino pubblico di Roma, anch'esso detto "Pincio", progettato da Giuseppe Valadier tra il 1810 e il 1818. Dalla sua terrazza panoramica, affacciata sulla sottostante piazza del Popolo, si gode uno dei più celebri panorami della capitale: la vista spazia verso sud-ovest sul rione Prati, sulla Cupola di San Pietro, su Monte Mario e sul Gianicolo, verso sud sull'Altare della Patria, sul Campidoglio e, in lontananza, sugli edifici dell'Eur.
In alcune città italiane sorgono parchi panoramici che portano anch'essi il nome di Pincio, per ricordare quello di Roma; si veda la sezione Dal Pincio di Roma a quelli delle altre città italiane.

## Descrizione

### L'anticoMons Pincius

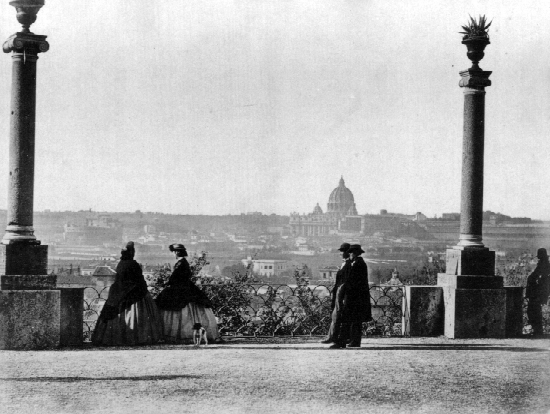
Vista di San Pietro dalla terrazza del Pincio (foto risalente alla seconda metà del XIX secolo)

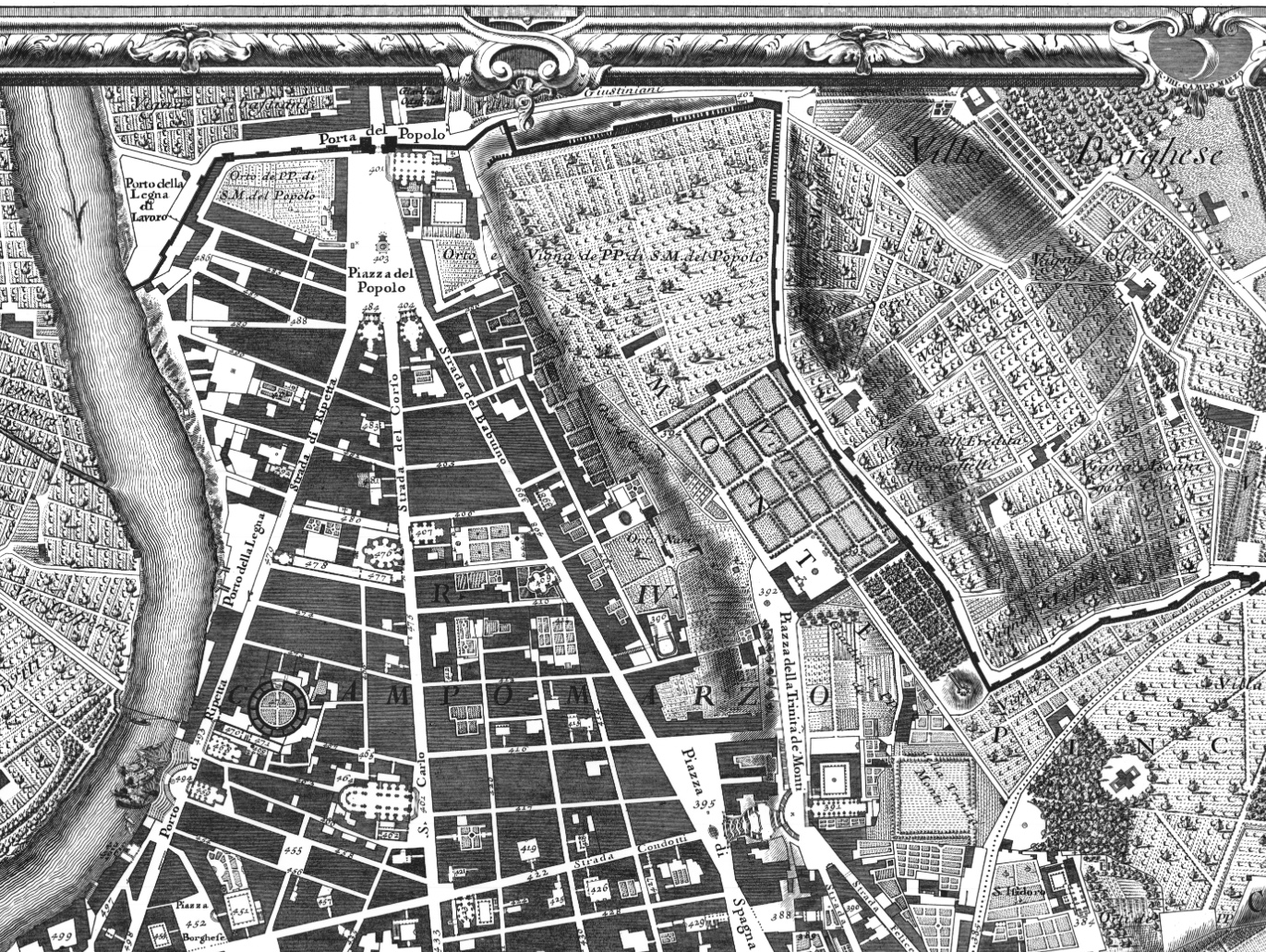
L'area nord del Campo Marzio e le vigne del Pincio nella pianta del Nolli (1748)

Il Pincio, detto anche colle Pinciano, si trovava al di fuori dei confini originari di Roma antica e non fa parte dei canonici sette colli.
Nel medio e tardo periodo repubblicano molte famiglie importanti vi possedevano dimore e giardini (horti): tra i personaggi noti, vi avevano proprietà Scipione Emiliano e forse Pompeo. Sicura invece la presenza di possedimenti di Lucullo, gli Horti Lucullani (dove in seguito venne uccisa Messalina, la moglie di Claudio), costruiti grazie al bottino realizzato con la vittoria su Mitridate nel 63 a.C. Vi si trovavano anche gli Horti Sallustiani (in origine proprietà dello storico Sallustio e in età imperiale unificati agli Horti Lucullani in un'unica proprietà detta in Pincis), gli Horti Pompeiani e gli Horti Aciliorum (degli Acilii). Per la presenza di queste dimore, il colle era noto nell'antichità come il Collis Hortulorum (letteralmente "il colle dei giardini"). Il nome attuale viene da una delle famiglie che l'occupò nel IV secolo, i Pincii: la loro villa, con quella degli Anicii e degli Acilii, occupava la parte settentrionale della collina e un resto delle sostruzioni di queste residenze è il cosiddetto Muro Torto.
In età augustea, appartenne alla regio VII Via Lata, che subì un'intensa urbanizzazione: qui Agrippa fece edificare il Campus Agrippae (dedicato nel 7 a.C.), una villa e la sua tomba, mentre sua sorella Polla fece edificare la Porticus Vipsania. In prossimità di piazza Santi Apostoli si trovava la caserma della I coorte dei vigiles e poco lontano era il mercato della carne suina, il Forum Suarium. Alle pendici del colle c'era la tomba dei Domizi, in cui vennero sepolte le ceneri di Nerone. La fascia della regio VII lungo la via Lata nel corso del II secolo d.C. si trasformò in una zona intensamente edificata con abitazioni. Scavi occasionali in più punti hanno rinvenuto i resti di grandi edifici in mattoni a più piani (insulae), con porticati a pilastri lungo la strada, sulla quale si aprivano le botteghe. Tra questi edifici si doveva trovare il Catabulum, una sorta di sede delle "Poste Centrali", nei pressi della chiesa di San Marcello.
Anche nel III secolo l'attività edilizia fu intensa. Sotto Gordiano III abbiamo notizia dell'erezione di un portico lungo mille piedi (pari a circa 3 chilometri) alle pendici del Quirinale, anche se la mancanza di resti ha fatto mettere in dubbio la veridicità della fonte; qui inoltre Aureliano, a partire dal 273, innalzò il grande tempio del Sole, tra via del Corso e piazza di San Silvestro. Era circondato da portici e sotto uno di questi aveva sede la distribuzione gratuita di vino (vino fiscalia). Sempre in quest'epoca, il colle fu compreso nella cinta delle Mura aureliane. Nei Cataloghi regionari si ricorda nella regio VII anche un portico di Costantino, forse una parte del complesso delle vicine terme di Costantino, magari facente parte del distrutto recinto.

### Il primo giardino pubblico di Roma

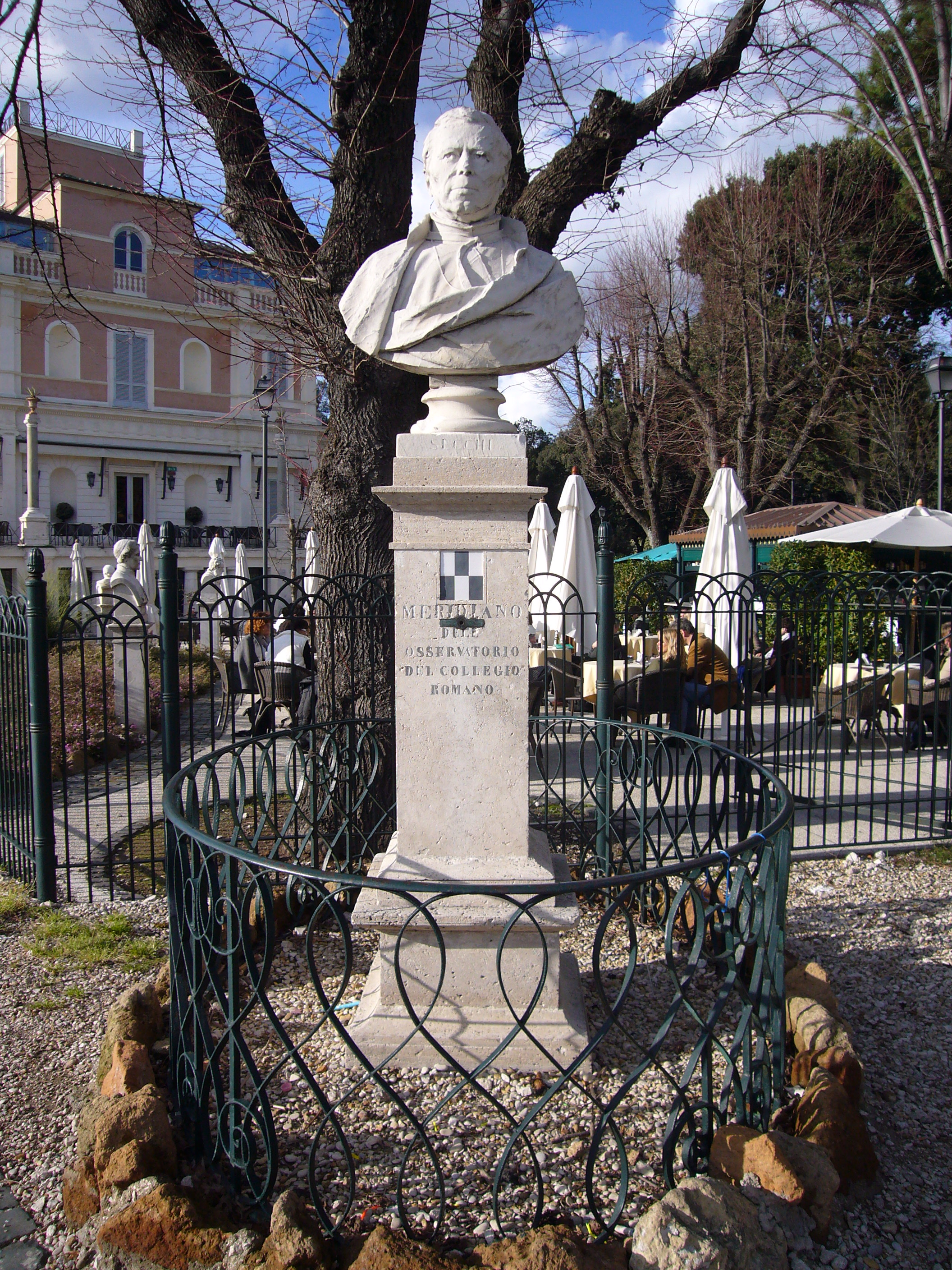
Il Meridiano di Roma ed il busto di Angelo Secchi alla Casina Valadier

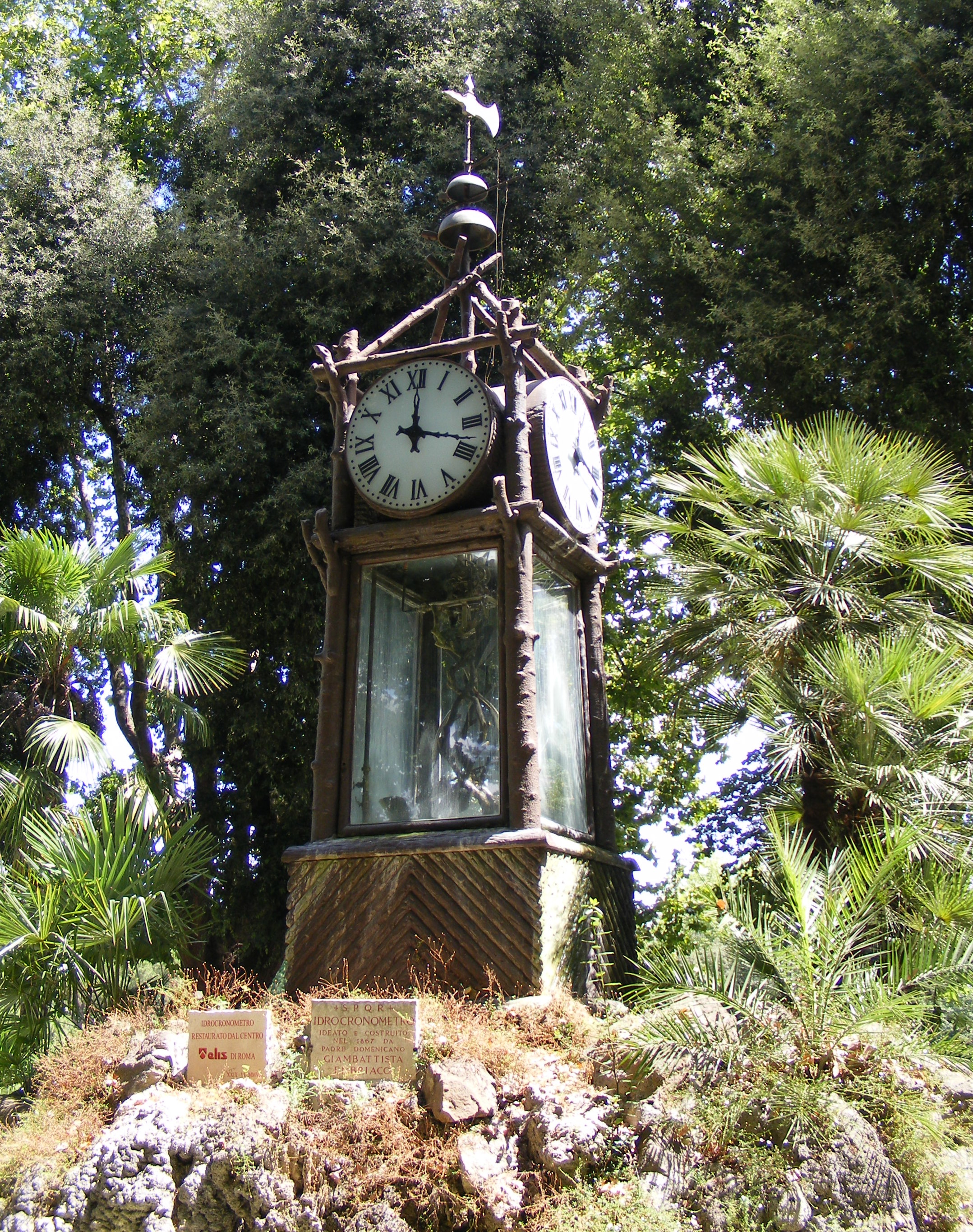
L'Idrocronometro di padre Embrìaco

Dalla tarda antichità alla fine del XVIII secolo, come si vede dalla Nuova Topografia di Roma del Nolli, il colle Pincio rimase praticamente disabitato, occupato dalla grande vigna con casale degli Agostiniani di Santa Maria del Popolo, dai giardini e dalla vigna di Villa Medici, e dai giardini del convento dei Minimi - francesi, come li chiama il Nolli, o Paolotti, come li chiamava il popolo - della Trinità dei Monti.
Se Giuseppe Valadier aveva proposto a Pio VI già dal 1794 un progetto di sistemazione di Piazza del Popolo, l'idea di fare dell'intero colle Pinciano un giardino pubblico, nacque durante il periodo dell'occupazione francese di Roma, durata dal 2 febbraio 1808 all'11 maggio 1814. Il progetto, sostenuto dallo stesso imperatore Napoleone, era destinato a dare spazio e respiro al popolo romano che da secoli viveva ammassato sulle rive del Tevere
La breve occupazione francese si lasciò dietro molti progetti e solo alcune attività avviate, ma il progetto di Piazza del Popolo e del giardino del Pincio era tra queste; anche gli uomini che avevano in mano lo sviluppo urbanistico e monumentale della città restavano gli stessi, primi fra tutti Canova e Valadier. Tra il 1810 e il 1818 Il Valadier elaborò il progetto del giardino del Pincio e nel giugno 1816 fu approvato il suo progetto di piazza del Popolo, elaborato in collaborazione con Louis-Martin Berthault. In otto anni fu costruita l'attuale piazza e il vasto giardino sul colle. Da allora il Pincio, primo giardino pubblico di Roma, è forse la più cara ai romani tra le passeggiate storiche cittadine.
Valadier unì il Pincio a piazza del Popolo e a Porta Flaminia in un unicum neoclassico, superando la pendenza tra il livello della piazza e il sommo del colle con il delicato disegno di due tornanti che salgono dal lato orientale della piazza, convergendo a metà della collina verso la vasta terrazza panoramica dedicata a Napoleone, con un viale in falsopiano (in origine chiamato viale del Pincio e dal 1945 viale Gabriele d'Annunzio) che sfiora i bassorilievi, la fontana, e poi i tre alti nicchioni fino alla terrazza panoramica. Valadier ideò pure la notevole quinta botanica, formata da palme e altre essenze sempreverdi, che guardano al di sopra delle rampe da piazza del Popolo fino a un incredibile panorama della Roma rinascimentale e vaticana. L'elemento urbano della piazza fu così mirabilmente collegato dall'architetto, mediante rampe e terrazze, a quello paesistico dei giardini del Pincio. Valadier pose inoltre sul Pincio la sua residenza privata, la Casina Valadier, anche se morì prima di potervi alloggiare, e l'edificio diventò subito caffetteria pubblica e punto di contemplazione sulla città, come è ancora oggi.
La passeggiata del Pincio collega piazza del Popolo, Villa Medici e gli spalti del Muro Torto; si può poi continuare verso il viale della Magnolie, percorrendo il cavalcavia sopra al viale del Muro Torto, che dal 1908 lo collega a Villa Borghese. Alla passeggiata si può accedere anche dal viale di Villa Medici, che la collega alla Chiesa e alla scalinata di Trinità dei Monti.

### I busti del Pincio
Per i viali del Pincio sono presenti numerosi busti di italiani celebri, secondo un progetto concepito durante la Repubblica Romana: il 28 maggio 1849 il triumvirato stanziò infatti un fondo di 10.000 lire all'uopo. Questa decisione fu dettata da un ideale, legato alla stessa nascita della Repubblica Romana: sostenere l'Unità d'Italia e favorire la presa di coscienza della sua identità. Con la collocazione dei busti degli italiani celebri, cioè di coloro che ne rappresentano l'identità storica e culturale, idealmente Roma assurgeva al ruolo di capitale d'Italia. Prima della fine della repubblica erano stati già scolpiti cinquantadue busti, che finirono tuttavia nei magazzini comunali, a causa della restaurazione del potere pontificio.
Nel 1851, per decisione di papa Pio IX, furono collocati i busti già scolpiti lungo i viali del giardino, escludendo però quelli ritraenti personaggi contrari al potere temporale della Chiesa, a cui si cambiò denominazione; ad esempio, Niccolò Machiavelli divenne Archimede e Girolamo Savonarola fu trasformato in Guido d'Arezzo.
A partire dal 1870, anno in cui Roma divenne capitale d'Italia, nuovi busti furono dedicati a coloro che erano stati eliminati da Pio IX e il numero personaggi ricordati dalle sculture aumentò progressivamente; alla fine degli anni 1960 erano 228 gli uomini e le donne rappresentati.
Uno di questi busti ha una storia interessante: nel 1860 fu collocata al Pincio, vicino alla Casina Valadier, la "mira" dell'Osservatorio astronomico del Collegio Romano per la determinazione del meridiano di Roma, su richiesta del suo direttore, l'astronomo gesuita Angelo Secchi. Era, in origine, soltanto una tavoletta di legno a scacchi poi ricostruita in marmo e incastonata su una colonna con un foro che permetteva di illuminarla di notte. Nel 1878, alla morte del Secchi, il suo busto venne posto sulla colonna e circondato da un piccolo giardino. Danneggiato nel 1960, fu ripristinato nel 2001 e fornisce ancora la mira.

## Monumenti e luoghi di interesse
- Casina Valadier
- Orologio ad acqua
- Obelisco Pinciano
- Busti del Pincio
- Terrazza del Pincio

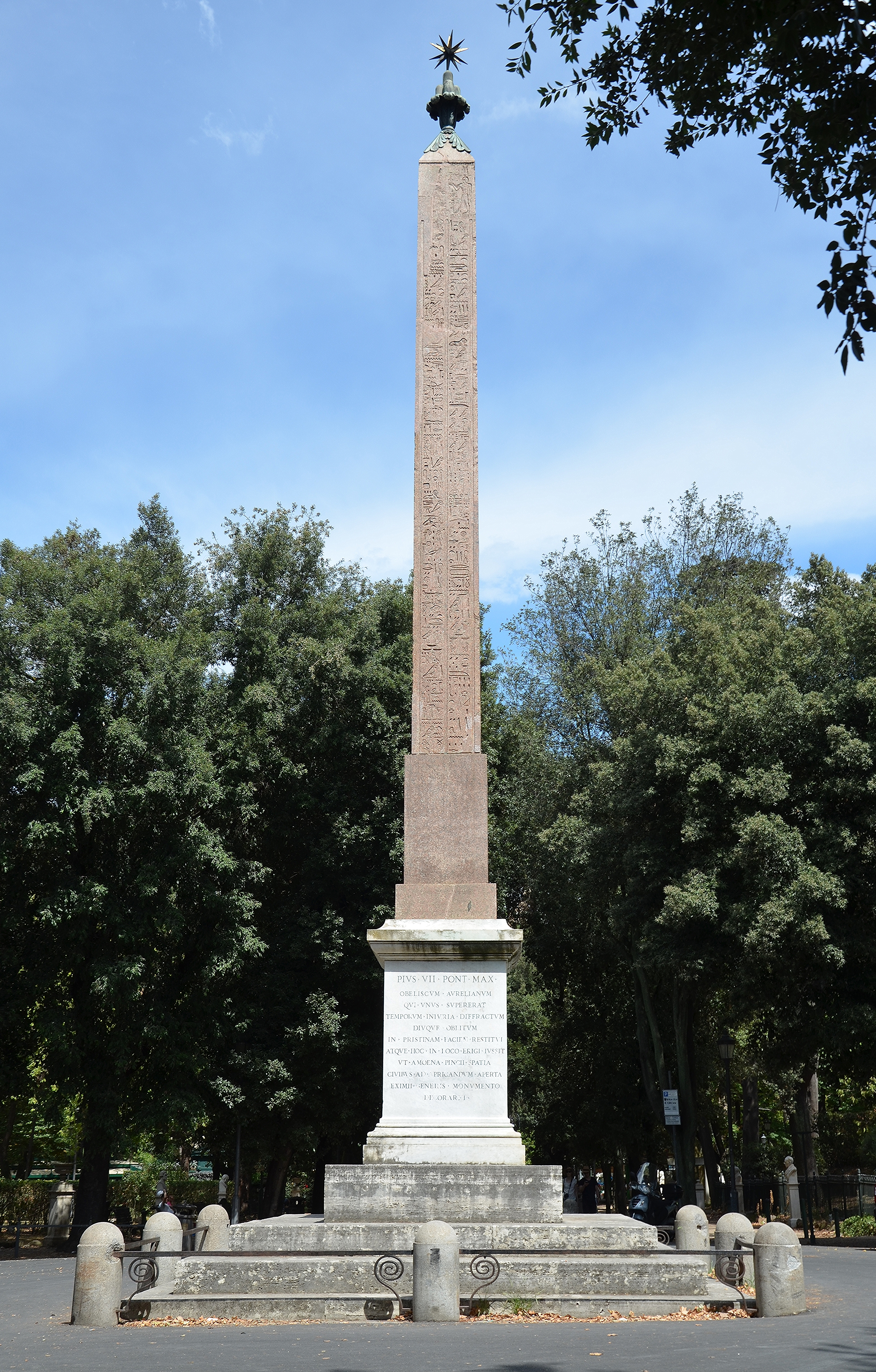
Obelisco Pinciano

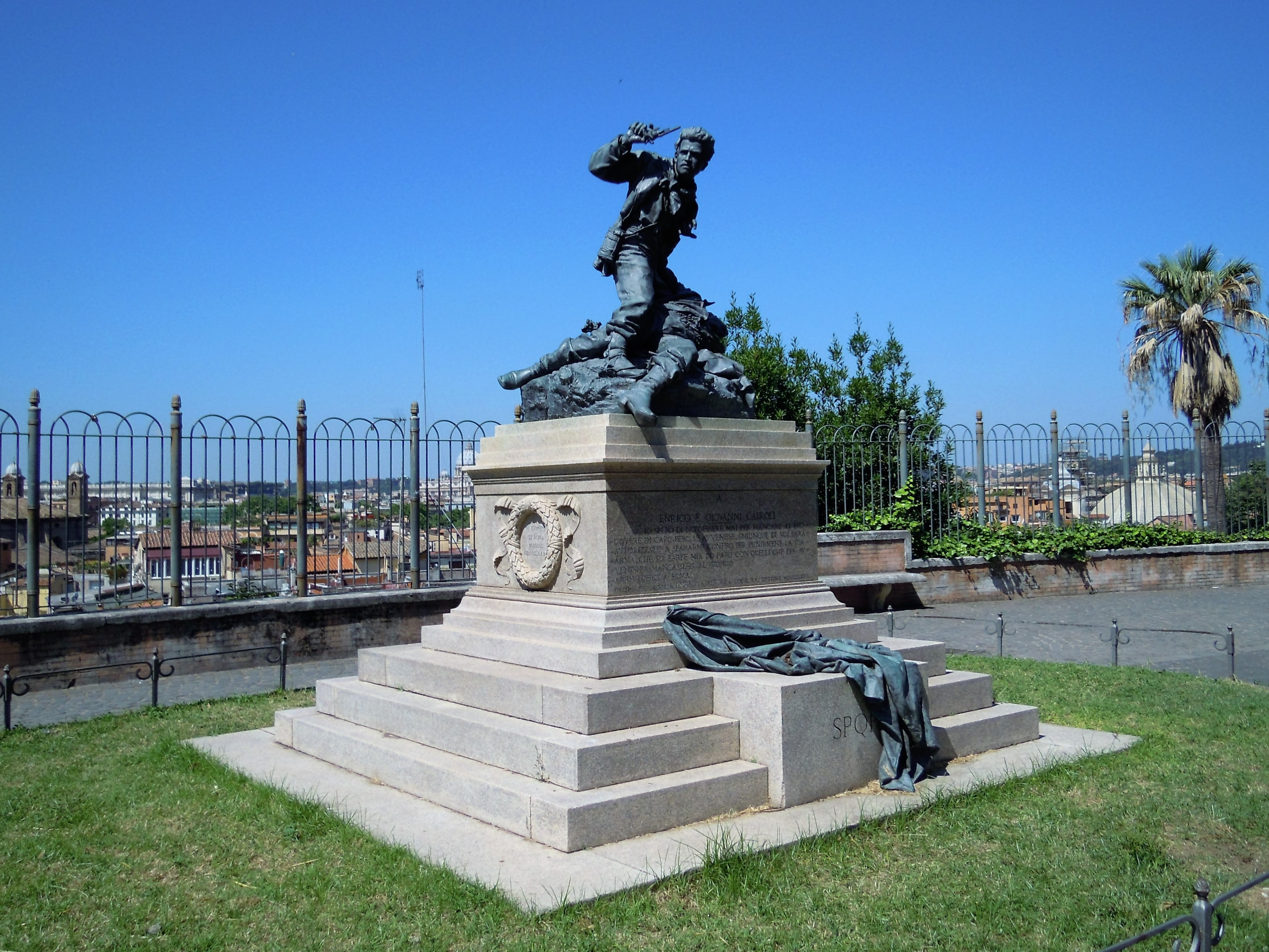
Monumento ai fratelli Cairoli, lungo viale della Trinità dei Monti.

Tra gli arredi del Pincio sono da citare:
- Colonne rostrate: progettate da Giuseppe Valadier nel 1828 e realizzate due anni più tardi. Trattasi di due colonne in granito grigio provenienti dal Tempio di Venere e Roma, cui furono aggiunti dei rostri e dei trofei di armi. Il monumento, pur facendo riferimento alle glorie di Roma, sembra avere dei richiami del periodo napoleonico.[13]
- Statua di Igea con il Genio della Pace ed il Genio delle Arti: le due statue laterali furono realizzate nel 1834 da Alessandro Massimiliano Laboreur e da Filippo Gnaccarini. Sul basamento della statua di Igea vi è un'iscrizione redatta dall'abate Rezzi.[14]
- Fontana di Dioniso o Ermafrodito: è sita entro una nicchia presso una fontana di una rampa. Verosimilmente era sita in una nicchia di un ninfeo di una villa romana. La testa venne asportata nel 1970.[15]
- Prigioni: sono state realizzate dopo il 1830 da Gnaccarini, Baini, Stocchi e Laboureur e site nella balconata della prima rampa, le statue dei prigionieri daci provengono dalla zona dell'arco di Costantino con un evidente richiamo al passato di Roma.[16]
- Rilievo allegorico: sito sulla seconda rampa del Pincio. Al centro di esso è posta la Fama con le braccia aperte con ai lati i Geni delle arti e del commercio. L'opera in stile neoclassico è stata realizzata nel 1833 da Felice Baini ed Achille Stocchi.[17]
- Vasca di granito rosso: è posta nel secondo tornante della rampa che porta al colle. È databile ad un periodo compreso tra il II ed il III secolo. Originariamente si trovava a Piazza San Marco. Fu trasportata in questo luogo per volontà di Pio IX in un'epoca antecedente al 1870 e fu sistemata nelle forme attuali in un periodo compreso tra il 1942 ed il 1951, quando si decise a trasformarla in una fontana servita da una rete idrica creata all'uopo.[18]
- Leone araldico: è sito sulla salita pedonale presso il bosco inglese presso una fontana rustica. Il leone è raffigurato in posa araldica detta "passante". La zampa destra poggia su di uno scudo con la scritta SPQR. Alcuni ipotizzano che la scultura sia moderna, mente altri la vogliono risalente al XIV o al XV secolo e trasferita in questa sede dal Campidoglio nel 1847.[19]
- Mostra dell'Acqua Vergine. Nel 1936 una loggia sita sulla terza rampa fu trasformata in mostra del nuovo acquedotto Vergine da Raffaele De Vico che prese uno spunto dagli schizzi di Valadier. Per la realizzazione della mostra fu necessario spostare la statua di Vittorio Emanuele II nel Museo storico dei Granatieri, dov'è sita attualmente.[20]
- Monumento ai liberi comuni d'Italia e della battaglia di Legnano: il bronzo fu realizzato nel 1911 per il cinquantesimo anniversario della proclamazione di Roma come capitale, da E. Botti insieme al fonditore G. Piazza. È posto al termine della terza rampa del viale D'Annunzio e raffigura Alberto da Giussano.[21]
- Monumento ai fratelli Cairoli: è stato realizzato da Ercole Rosa e posto nel 1883 al centro di un piccolo slargo lungo viale della Trinità dei Monti[22] per commemorare la morte dei fratelli Enrico e Giovanni Cairoli a seguito dello scontro di Villa Glori durante la campagna dell'Agro romano per la liberazione di Roma organizzata da Giuseppe Garibaldi.

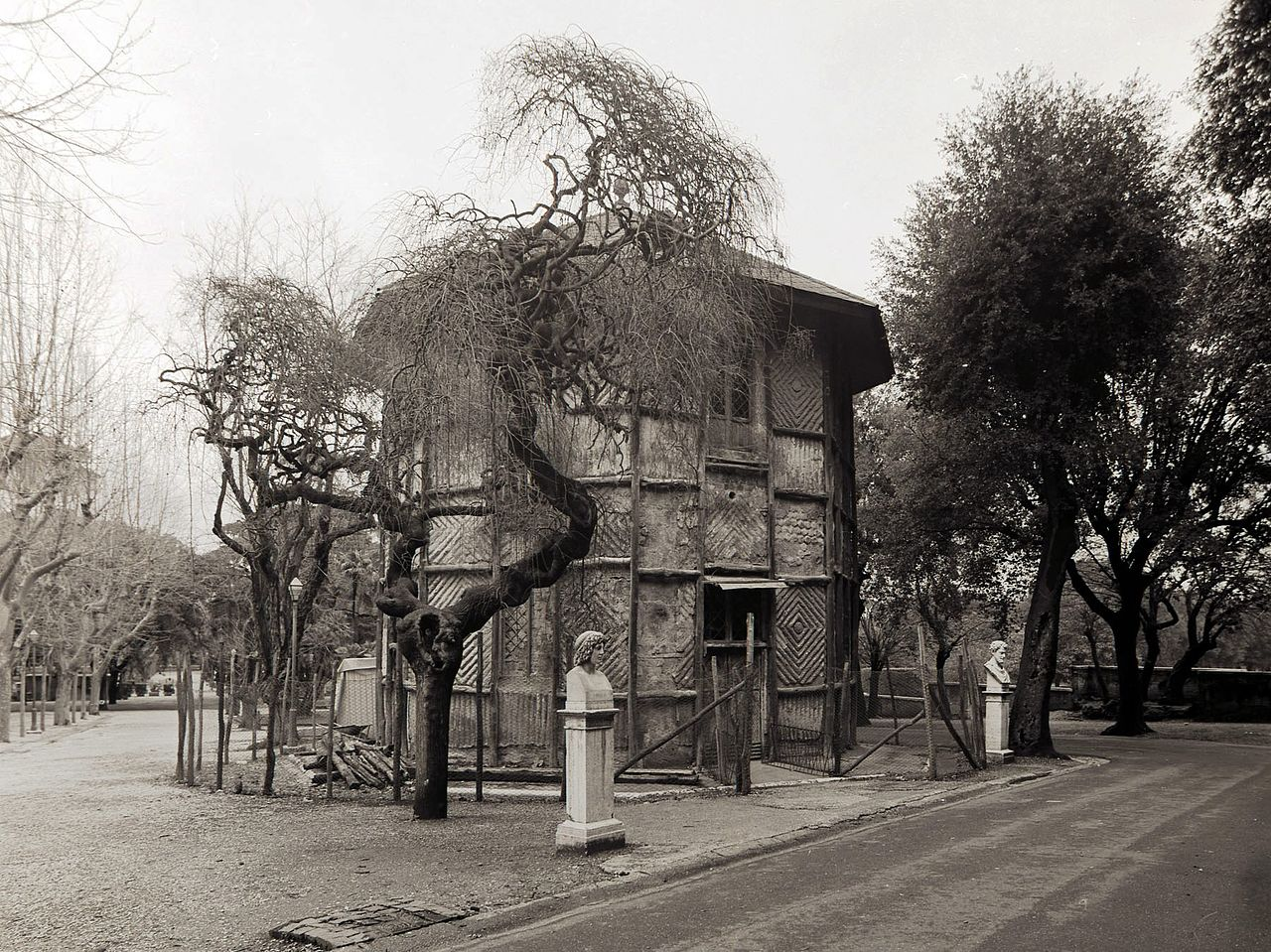
Serbatoio padiglione di Gioacchino Ersoch

- Colonna commemorativa a Galileo Galilei: fu posta sul viale della Trinità dei Monti nel 1887.[23]
- Fontana secca, è sita in una nicchia del viale Belvedere. La nicchia è a finta grotta con stalattiti. Sopra la balconata vi sono quattro colonne con capitelli ionici. Alcune fonti storiche vogliono che sia stata realizzata nell'Ottocento.[24]
- Fontana dell'Anfora, è sita nello spiazzale retrostante a Villa Medici e alla Casina Valadier. Al centro della fontana vi è una statua raffigurante un nudo di donna con un'anfora in stile liberty. La statua è stata realizzata nel 1912 da Amleto Cataldi.[25]
- Abbondanza e Polimnia, risalgono al II secolo. Furono trovate presso l'ingresso sul retro di Villa Medici. Furono esposte al Palazzo dei Conservatori e da lì tolte dopo il 1848.[26]
- Il Serbatoio. La sua struttura risale tra il 1812 ed il 1814, all'epoca della realizzazione dell'Acqua Marcia, mentre il mascheramento della sua lamiera con delle losanghe ed a riquadri pseudolignei è dovuto a Gioacchino Ersoch. Fu per lungo tempo una xiloteca. Il suo aspetto ricorda l'architettura medievale elvetica.[27]

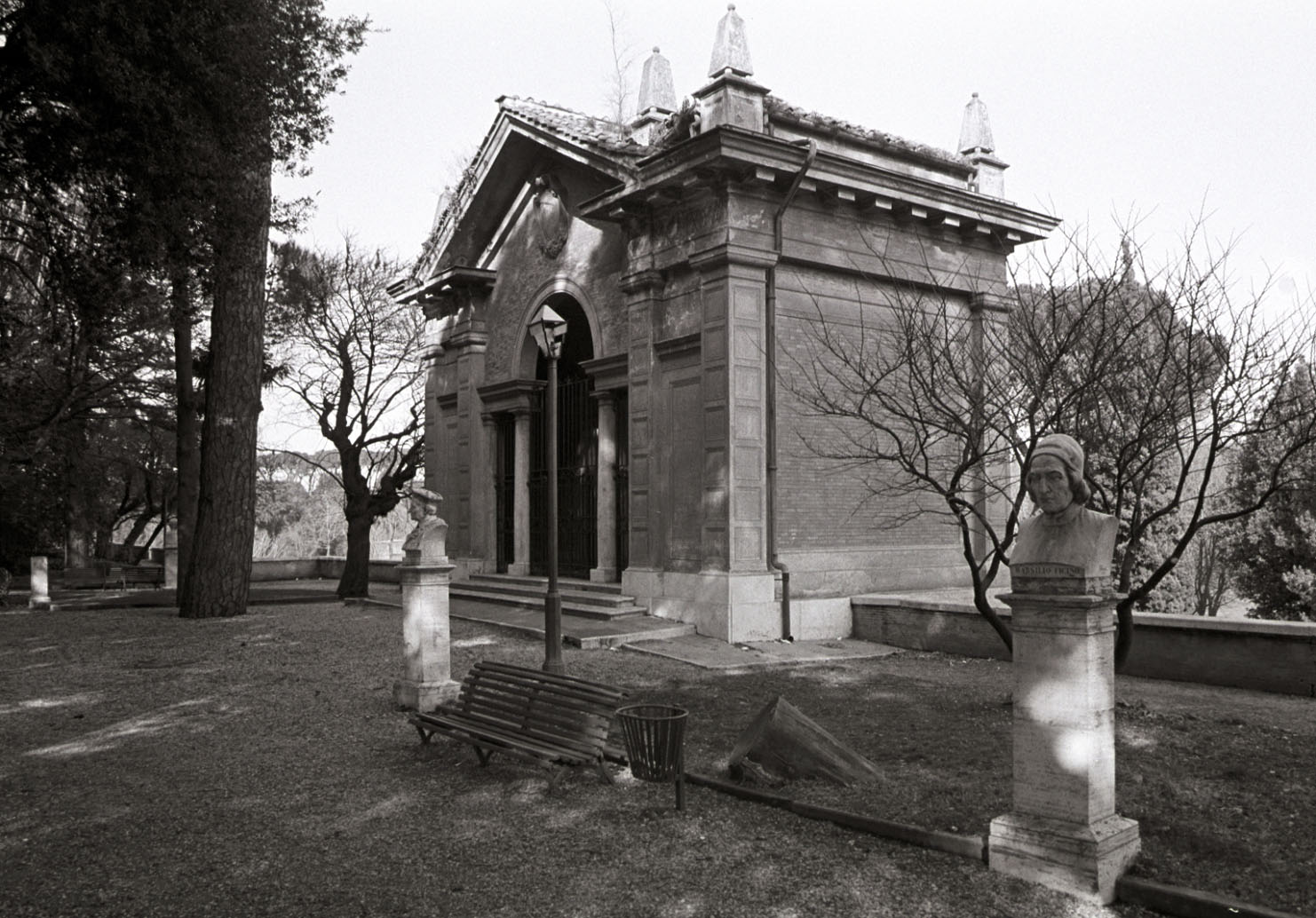
Edificio degli ascensori, foto del 1984

- Edificio degli ascensori. Fu realizzato tra il 1925 ed il 1926 su progetto dell'architetto Galli. La zona inferiore è posta come un bastione al muraglione del Pincio, e la zona superiore è sita in viale dell'Orologio ed è in forma che ricorda il Cinquecento toscano. Due ascensori al suo interno permettevano di salire al Pincio dalla fermata del tram su viale del Muro Torto.[28][29]
- Monumento ad Enrico Toti, è sito all'incrocio di viale dell'Orologio col viale Valadier. Fu realizzato da Arturo Dazzi nel 1922. La statua è a volumi squadrati secondo la moda dell'epoca.[30]
- Cibele. La statua risale al II secolo ed è posta su viale Valadier. Fu posta al Palazzo dei Conservatori dal quale venne asportata nel 1848.[31]
- Statua di Esculapio, è posta sul viale Valadier. Risale all'ultimo quarantennio del IV secolo. Secondo un documento iconografico la statua è posta nel luogo già negli anni trenta del 1800.[32]

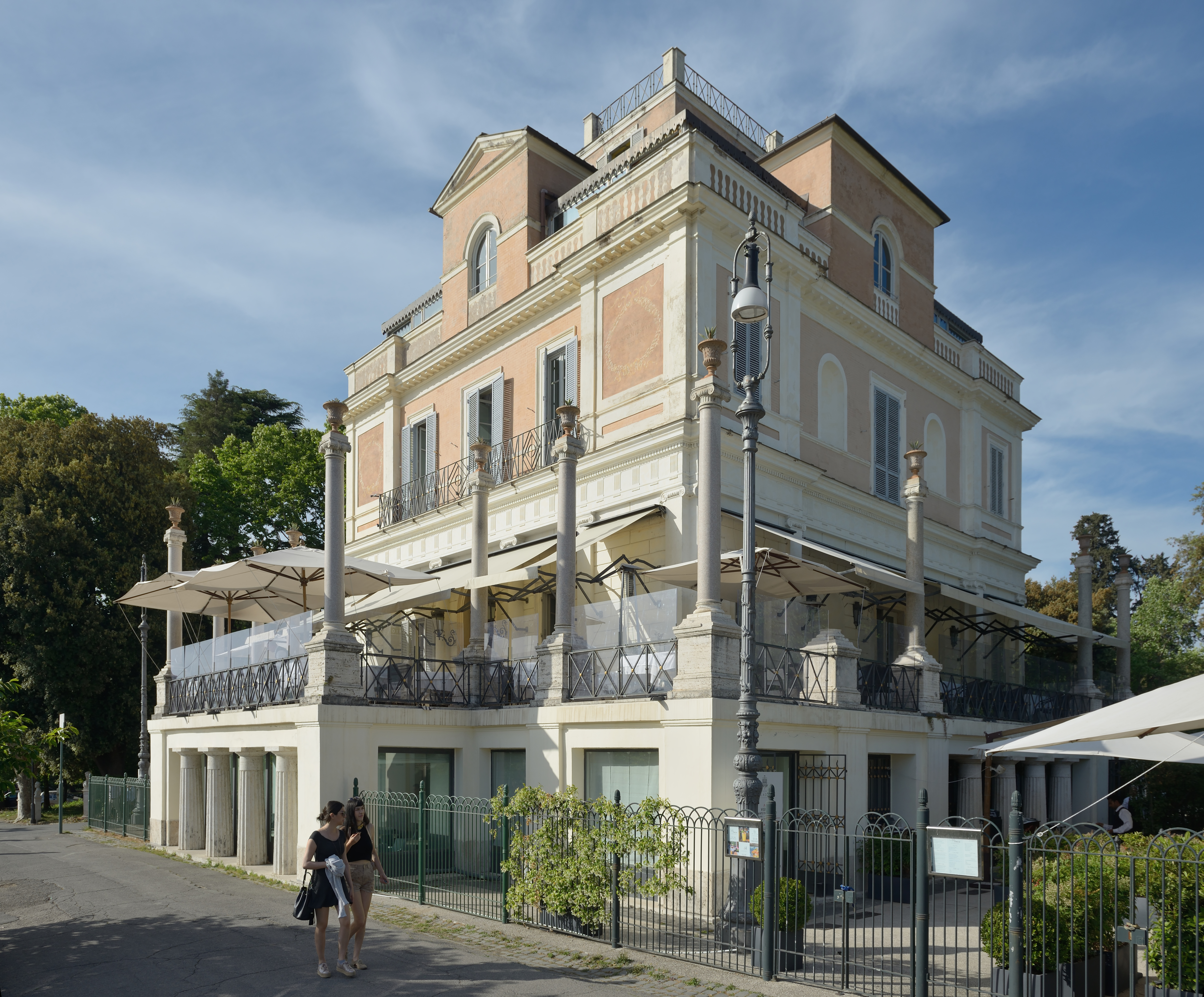
Casina Valadier

- Fontana del Mosè. È di forma circolare, posta in un'esedra arborea. È di gusto accademico della moda dell'epoca a Roma. È stata eretta da Ascanio Brazzà ed inaugurata nel 1868. All'interno della fontana vi è il gruppo di Mosè bambino posto nelle acque del Nilo dalla madre.[33]
- Monumento a Raffaello Sanzio. È stato realizzato nel 1838 da Stocchi, posto in un'esedra immersa nel verde presso il belvedere. Il pittore è stato raffigurato in abiti da trovatore. La statua è in stile ottocentesco.[34]
- Teatro San Carlino È il teatro dei burattini di Roma. Presente sulla terrazza dal 1993, fu inaugurato in sede stabile nel 2004, con una struttura al chiuso realizzata interamente in legno. Vi vengono rappresentati spettacoli di burattini, attori e musica dal vivo. È una delle più importanti strutture per l'infanzia a Roma e in Italia.

## Dal Pincio di Roma a quelli delle altre città italiane
Dall'anno 1870, data in cui Roma diviene capitale del Regno d'Italia, in alcune città italiane sorgono parchi pubblici che richiamano nel nome il Pincio di Roma; oltre al nome, anche le caratteristiche principali prendono a modello il parco romano: panoramicità, abbondanza di sempreverdi, impianto geometrico dei sentieri e, quasi ovunque, una terrazza panoramica per ricordare quella celebre della capitale, alla quale a volte si accede, come a Roma, per mezzo di una scalinata monumentale. Spesso, come nel Pincio romano, questi parchi sono ricchi di opere d'arte.
La realizzazione di parchi chiamati Pincio nelle varie città italiane servì a festeggiare un evento lungamente atteso dai patrioti risorgimentali: la presa di Roma, che finalmente diventa capitale.
In alcune città, è una scalinata monumentale e non un parco ad aver ricevuto il nome di "Pincio", come a Bologna e a Rieti.
Nella tabella sottostante si ricordano in ordine alfabetico alcune città che ospitano un "Pincio": 
| città e data                  | immagine | denominazione                                                        | localizzazione | panorama | monumenti presenti |
| ----------------------------- | -------- | -------------------------------------------------------------------- | --- | --- | --- |
| Ancona post 1870              |          | Pincio o Pincetto                                                    | Sommità del Colle di Santo Stefano | Ad ovest il porto, a nord la cattedrale e i rioni centrali, ad est il mare del Passetto                              | - Monumento ai caduti della Resistenza, di Pericle Fazzini, con scalinata commemorativa; - Lunetta di Santo Stefano (fortificazione napoleonica); - Vele al Vento, cancello artistico della scultrice Giovanna Fiorenzi. |
| Assisi (PG) 1882              |          | Pincio o Parco Regina Margherita                                     | Tra Viale Umberto Primo e Porta Cappuccini | Panorama sui colli umbri, Spello, Perugia                                                                            | - Due leoni con lo stemma della città di Assisi (all'ingresso); - Anfiteatro all’aperto - Monumento ai Caduti della Prima Guerra Mondiale |
| Bologna 1896                  |          | Pincio                                                               | Il Pincio di Bologna è una scalinata monumentale che collega piazza XX Settembre con i giardini della Montagnola e che si conclude con una terrazza panoramica | Verso la zona della stazione ferroviaria e Porta Galliera                                                            | - Bologna docet, bassorilievo di Arturo Colombarini - Bologna Libertas, bassorilievo di Ettore Sabbioni - Fontana della moglie del Gigante, eseguita da Diego Sarti e Pietro Veronesi, su disegno di Muggia e Azzolini; - Il ritorno dalla vittoria della Fossalta, bassorilievo di Pietro Veronesi; - La cacciata degli Austriaci, bassorilievo di Tullo Golfarelli; - La distruzione della rocca di Galliera, bassorilievo di Arturo Orsoni. |
| Cagli (PU) 1923               |          | Pincio o Parco della Rimembranza                                     | Viale della Vittoria | - | - Memoriale ai Caduti di Cagli (tempietto classico con quattro colonne corinzie, Siciliano Gualtesi) - Fontana (dell'artista Oscar Piatella) |
| Castelfidardo (AN)            |          | Pincio o Pincetto                                                    | Parte del parco del Monumento nazionale delle Marche | Verso il centro cittadino e le sue mura                                                                              | - Fontana del Pincetto - Stelo, scultura di Alberto Catraro |
| Civitanova Marche (MC)        |          | Pincio                                                               | strada del Pincio | | - |
| Civitavecchia (ROMA)          |          | Pincio                                                               | Intorno al Palazzo Municipale (Palazzo del Pincio) | A causa di modifiche successive al progetto originario, il Pincio di Civitavecchia non ha più un affaccio panoramico | Leoni del Pincio, sculture del XVII secolo |
| Fano (PU) 1937                |          | Pincio o Giardini Roma                                               | Nei pressi dell'Arco di Augusto | Veduta sulle mura romane, su Porta Maggiore e sull'Arco di Augusto                                                   | Copia del 1933 della statua dell'imperatore Augusto di Prima Porta |
| Imola (BO)                    |          | Pincio                                                               | Nei pressi di Viale Marconi | | - |
| Montegiorgio (FM)             |          | Pincio                                                               | Nel punto più elevato del paese | Veduta sui Monti Sibillini, sull'Adriatico, su Monte Conero                                                          | Chiesa di San_Francesco |
| Morrovalle (MC)               |          | Pincio                                                               | Viale Battisti, viale Medaglie d'Argento, Viale Puccini | | |
| Narni (TR)                    |          | Pincio                                                               | Nei pressi di Porta Romana | - | Fontana del Pincio |
| Numana (AN)                   |          | Pincio o Pincetto                                                    | Nello sperone meridionale della collina su cui sorge il centro storico, ultima propaggine del promontorio del Conero                                           | Veduta sulla costa marchigiana e sul porto                                                                           | Torre del Pincio |
| Perugia                       |          | Pincio o Pincetto                                                    | Nel pendio verde tra il retro dei palazzi di piazza Matteotti e piazza del Pincetto                                                                            | Veduta sul rione di Porta Sole e sulla Valle Umbra                                                                   | Arconi medievali di sostegno di piazza Mattotti |
| Potenza Picena (MC) 1873-1901 |          | Pincio                                                               | Belvedere Donatori di sangue | Veduta sul mare, su monte Conero, sui Sibillini, sulle colline marchigiane e sulla valle del Potenza                 | Fontana |
| Rieti                         |          | Scalinata del Pincio o "Pincetto"                                    | È la rampa che sale da piazza Oberdan a via Centuroni | Veduta sui giardini di piazza Oberdan                                                                                | prospetto laterale del Teatro Flavio Vespasiano |
| Sassocorvaro (PU)             |          | Pincio                                                               | Sulla sommità della collina della Rocca | Veduta sull'Appennino                                                                                                | - |
| Talamello (RN)                |          | Monte Pincio                                                         | È il nome del monte su cui sorge il paese; è un'area naturale e non un giardino                                                                                | Veduta sulla valle del Marecchia                                                                                     | - |
| Urbino 1870 ca                |          | Pincio o Pincetto o viale Ferdinando Salvalai e passeggiata Carlo Bo | Sotto la facciata dei Torricini del Palazzo Ducale | Veduta verso i Torricini, la Fortezza Albornoz e il Mercatale                                                        | Palazzo Ducale |
| Vergato (BO) 1920             |          | Pincio                                                               | All'inizio di via Marconi | Veduta verso il Parco della Rimembranza                                                                              | Obelischi decorativi |